# Війна Ганни
Війна Ханни (англ. Hanna's War) — американський фільм 1988 року, заснований на біографії Ганни Сенеш.

## Сюжет
Друга світова війна. Угорськії єврейці Ганні вдається виїхати з Європи до Палестини. Тут вона йде добровольцем на смертельно небезпечне завдання в німецькому тилу. Однак її місія провалюється і Ганна потрапляє в полон.

## У ролях
| Актор              | Роль                   |
| ------------------ | ---------------------- |
| Еллен Берстін      | Каталін                |
| Марушка Детмерс    | Ганна                  |
| Ентоні Ендрюс      | Маккормак              |
| Дональд Плезенс    | капітан Томас Роза     |
| Девід Ворнер       | капітан Джуліан Саймон |
| Вінсент Ріотта     | Йоель                  |
| Крістофер Фейрбенк | Рувен                  |
| Роб Джекс          | Перец                  |